# My Dad the Rock Star
My Dad the Rock Star (no Brasil, Meu Pai é um Roqueiro; em Portugal, O Meu Pai é Uma Estrela de Rock) é uma série de animação franco-canadense criada pelo vocalista do Kiss Gene Simmons. No Brasil, a série foi exibida pelo Cartoon Network de 2004 a 2005. Em Portugal, a série foi exibida pelo Canal Panda de 2007 a 2008.

## Sinopse
A série conta a história sobre um menino de 12 anos chamado Willy Zilla, que é filho do famoso cantor de Rock and roll, Rock Zilla, e tem vergonha que seu pai seja assim, pois Willy apenas deseja ser um garoto comum, diferente de sua irmã, Serenity Zilla, que ama ser popular na escola por seu pai ser um famoso cantor.

## Personagens

### Willy Zilla
Willy é filho de Rock Zilla, ele apenas deseja ser um garoto comum como todos os seus amigos da escola. Sua irmã se chama Serenity Zilla, que, diferente de Willy, adora ser famosa na escola. Os melhores amigos de Willy são Quincy e Alyssa.

### Rock Zilla
Rock Zilla é pai de Willy e também é o maior e mais famoso cantor de Rock and roll, ele morre de medo de ir ao dentista e seu objeto mais precioso é o seu disco de ouro, onde o deixa guardado na parede de sua casa.

### Serenity Zilla
Ela é a irmã mais velha de Willy e adora se sentir famosa por seu pai ser um roqueiro, Serenity não liga muito para o Willy e tenta abandona-lo para ele não ser mais seu irmão.

### Crystal Zilla
Crystal Zilla é a mãe de Willy. Ela adora estar presente com a natureza e não liga muito para as músicas de seu marido.